# Florești, Ungheni
Florești este un sat din componența comunei Buciumeni din raionul Ungheni, Republica Moldova.